# Castillo de las Reliquias
El llamado Castillo de las Reliquias está situado en la  Ribeira do Vascão, en la parroquia de Giões, municipio de Alcoutín, Distrito de Faro, en Portugal.
Data del período islámico y constituía un "hisn (fortificación rural) que dominaba un alfoz (territorio) rico en mineral con varias alquerías (aldeas) que explotaban principalmente cobre.
Los trabajos de prospección arqueológica, aún incipientes, lograron identificar que su espacio construido incluía murallas, viviendas, un aljibe y otros. El estudio realizado indica que se trata de un asentamiento fortificado del mismo tipo y cronología que el Castillo Viejo de Alcoutín (entre los siglos IX y XI), ambos supuestamente ocupados por bereberes, dependientes del Iglim de Cacela.